# JPEG-LS
JPEG-LS — стандарт стиснення зображень без втрат (в якому, однак, передбачений також режим стиснення з обмеженими втратами), представлений групою експертів в області фотографії (Joint Photographic Experts Group), в доповнення до відомих форматів стиснення зображень JPEG і JPEG 2000, орієнтованих, передусім, на стиснення з втратами.

## Формат JPEG-LS
Формат JPEG-LS був заснований на форматі LOCO-I (Low Complexity Lossless Compression for Images). Алгоритм стиснення без втрат LOCO-I, прийнятий за основу при розробці стандарту JPEG-LS, вперше передбачав не тільки lossless, але й near lossless режим (стиснення з обмеженими, що задаються користувачем, втратами). Декодер JPEG-LS майже не відрізняється від кодера, тому цей алгоритм стиснення є симетричним.
Алгоритм стиснення, що лежить в основі JPEG-LS, використовує адаптивне передбачення значення поточного пікселя за оточенням, що включає вже закодовані пікселі (метод Median Edge Detection), класифікацію контексту, контекстне моделювання помилки передбачення та її корекцію, а також ентропійне кодування скоригованої помилки передбачення (використовується кодування Голомба-Райса). Для підвищення ефективності кодування низькоентропійних зображень (або фрагментів зображень) алгоритм передбачає автоматичний перехід в режим кодування довжин серій, що дозволяє використовувати його для стиснення без втрат (або з обмеженими втратами) не тільки фотореалістичних зображень, але й комп'ютерної графіки.
Для кольорових (багатокомпонентних) зображень стандарт JPEG-LS не передбачає якогось певного методу перетворення колірних компонент, тому програми, які реалізують JPEG-LS, зазвичай пропонують вибрати одну схему з декількох (незалежне стиснення кольорових площин, перетворення в стилі JPEG 2000 lossless mode і под.).

## Застосування
Формат JPEG-LS розроблявся насамперед для зберігання зображень в медичних цілях, тобто для тих випадків, коли важливо мати велике зображення без найменших втрат якості. Як уже згадувалось, за основу був узятий формат LOCO-I, розроблений компанією «HP Labs». Потім він був доопрацьований спільними зусиллями «Hewlett-Packard» і «Mitsubishi». Обидві компанії дозволили використовувати патенти на цей формат без оплати ліцензії, тому JPEG-LS можна зустріти й у звичайних програмах для персональних комп'ютерів.

## Формати, що конкурують

### Lossless JPEG
Lossless JPEG являє собою доповнення до стандарту JPEG. На відміну від «звичайного» JPEG, побудованого на основі дискретного косинусного перетворення, Lossless JPEG використовує схему передбачення значення пікселя за трьома найближчими сусідами — верхнього, лівого, і верхнього лівого пікселів, а для стиснення різниці між істинним і передбаченим значенням пікселя використовують ентропійне кодування. На відміну від JPEG-LS, алгоритм стиснення Lossless JPEG не передбачає ні адаптивного передбачення значення кодованого пікселя, ні контекстного моделювання помилки передбачення. Для ентропійного кодування помилки передбачення Lossless JPEG використовує код Гаффмана. В якості альтернативного, стандарт дозволяє використання арифметичного кодування, однак, через патентні обмеження, воно не знайшло застосування в практичних реалізаціях Lossless JPEG. Цей метод не отримав широкого розповсюдження і не підтримується популярними бібліотеками IJG libraries.

### JPEG 2000
JPEG 2000 також має режим стиснення без втрат (який відрізняється від JPEG-LS), заснований на спеціальному цілочисельному wavelet-фільтрі (біортогональний 3/5). Стиснення без втрат в JPEG 2000 працює повільніше і воно дещо менш сильне, ніж в JPEG-LS, як штучних, так і на фотореалістичних зображеннях  [Архівовано 10 червня 2020 у Wayback Machine.] [Архівовано 1 грудня 2020 у Wayback Machine.].